# 拉古納斯區 (上亞馬遜省)
拉古納斯區（西班牙語：Distrito de Lagunas），是秘魯的一個區，位於該國東北部洛雷託大區的上亞馬遜省，始建於1857年1月2日，面積6,086.29平方公里，海拔高度149米，2005年人口12,827，人口密度每平方公里2.1人。